# Coupe de Djibouti de football
La Coupe de Djibouti de football a été créée en 1988.

## Palmarès
- 1988 : AS Port 0-0 (tab 4-3) ACPM
- 1989 : AS Port 4-2 AS Chemin de Fer Djibouti-Éthiopie
- 1990 : AS Port
- 1991 : AS Aéroport  2-1  AS Port
- 1992 : AS Chemin de Fer Djibouti-Éthiopie  4-3  AS Etablissements Marill
- 1993 : Force Nationale Securité bat ONED
- 1994 : FC Balbala  0-0 (tab 5-4) AS Ali Sabieh
- 1995 : FC Balbala
- 1996 : FC Balbala
- 1997 : Force Nationale de Police
- 1998 : Force Nationale de Police
- 1999 : FC Balbala
- 2000 : AS Port
- 2001 : AS Chemin de Fer Djibouti-Éthiopie
- 2002 : Jeunesse Espoir bat AS Chemin de Fer Djibouti-Éthiopie
- 2003 : AS Boreh 1-1 (tab 5-4)  AS Ali Sabieh
- 2004 : AS Chemin de Fer Djibouti-Éthiopie  6-2  AS Boreh
- 2005 : Société Immobilière Djibouti FC  2-0  AS Port
- 2006 : AS Ali Sabieh  3-0 AS Gendarmerie Nationale
- 2007 : Société Immobilière Djibouti FC   1-1 (tab 4-3)  AS Compagnie Djibouti-Éthiopie
- 2008 : AS Compagnie Djibouti-Éthiopie  1-1 (tab 4-3) Garde Républicaine FC
- 2009 : Garde Républicaine FC  0-0 (tab 13-12) AS Ali Sabieh
- 2010 : AS Port   3-2  Garde Républicaine FC
- 2011 : AS Port  2-0 AS Ali Sabieh
- 2012 : Garde Républicaine FC   2-1  AS Ali Sabieh
- 2013 : AS Port  1-1 (tab 4-3) AS Ali Sabieh
- 2014 : AS Tadjourah   1-1 (tab) Garde Républicaine FC
- 2015 : Garde Républicaine FC   2-0  AS Port
- 2016 : AS Ali Sabieh  1-1 (tab 4-2)  FC Dikhil
- 2017 : AS Gendarmerie Nationale  0-0 (tab 3-2) Garde Républicaine FC
- 2018 : AS Ali Sabieh 1-0  Université de Djibouti FC
- 2019 : AS Arta/Solar7 0-0 (tab 3-0) AS Gendarmerie Nationale
- 2020 : AS Arta/Solar7 1-0 AS Ali Sabieh
- 2021 : AS Arta/Solar7 4-3 Dikhil Football Club
- 2022 : AS Arta/Solar7 3-1 AS Ali Sabieh
- 2023 : AS Arta/Solar7 3-0 Garde Républicaine FC